# Бранко Р. Обровић
Бранко Р. Обровић (Чачак, 25. мај 1942) српски је универзитетски професор. Радио је на Факултету инжењерских наука Универзитета у Крагујевцу (ранији назив Машински факултет) од 1966. до 2007. године. Из ужих научних области механика флуида и хидрауличке и пнеуматичке компоненте САУ, објавио је велики број научних радова у земљи и иностранству, од којих су најпознатији радови који се баве Теоријом граничног слоја стишљивог флуида, дисоцираног и јонизованог гаса. Учествовао је у реализацији научноистраживачких пројеката, чији су руководиоци били истакнути академици САНУ. Аутор је више публикација: основних уџбеника, збирки задатака, приручника, монографија.

## Биографија
Бранко Р. Обровић је рођен 25. маја 1942. године у Вујетинцима, недалеко од Чачка. Основну школу и Гимназију завршио је у Крагујевцу са одличним успехом. Школске 1961/62. године уписао се на Машински факултет Универзитета у Београду, Одељење у Крагујевцу, на којем је дипломирао 1965. године са средњом оценом 9,08, као најбољи студент генерације. После завршених студија краће време је радио као конструктор у Одељењу за развој аутоиндустрије “21. октобар” у Крагујевцу. 
Крајем 1966. прелази на Одељење Машинског факултета у Крагујевцу за сталног асистента за предмет Механика флуида. Исте године уписао се на последипломске студије на Природно-математичком факултету у Београду, Група за механику, смер механика флуида. Магистрирао је 1969. године.
Докторску дисертацију под насловом Струјање дисоцираног гаса-проблем замрзнутог граничног слоја, под менторством Виктора Саљникова, одбранио је 30. јуна 1977. године, на Природно-математичком факултету у Београду, на Одсеку за математичке, механичке и астрономске науке. За време израде докторске дисертације Обровић је провео више месеци на специјализацији код једног од највећих светских специјалиста за Теорију граничног слоја, проф. др Л. Г. Лојцјанског (Л. Г. Лойцянский), шефа Катедре за аерохидродинамику у Лењинграду, данашњем Санкт Петербургу. Године 1977. боравио је на Институту за Механику флуида Пољске академије наука, код проф. Фиждона у Варшави. За доцента за предмет Механика флуида на Машинском факултету у Крагујевцу изабран је 1977. године, а за ванредног професора за исти предмет 1982. године. У звање редовног професора изабран је 1987. године. 
Бранко Р. Обровић је био члан Наставне, Кадровске и Комисије за издавачку делатност Машинског факултета и члан, а једно време и председник, Комисије за публицистичку делатност Универзитета у Крагујевцу. Био је члан Савета Универзитета у његова два сазива и члан Скупштине Универзитета у Крагујевцу, такође, у њена два сазива. Био је и члан Научног већа Универзитета. Као члан Скупштине Универзитета биран је за члана Комисије за међународну сарадњу и за члана Програмског савета Универзитетске библиотеке у Крагујевцу. Био је и члан Комисије за техничке науке Научно-наставног већа Универзитета у Крагујевцу, као и председник ове комисије. У два мандата био је члан Савета за науку Републике Србије којим је председавао академик Душан Каназир, а у другом мандату професор Дивна Трајковић. Био је члан председништва Друштва за механику Србије као и члан Одбора за математику и механику науке Србије. У више мандата, био је шеф Катедре за примењену механику и аутоматско управљање на Машинском факултету у Крагујевцу. Од 1990. до 1995. године био је проректор за наставу и науку Универзитета у Крагујевцу. За време обављања мандата проректора био је у два периода вршилац дужности – ВД ректора Универзитета у Крагујевцу и активно је учествовао у изради коначне верзије предлога Закона о Универзитету Републике Србије.
Период од доласка Обровића на Машински факултет у Крагујевцу до одласка у пензију био је испуњен интензивним научним истраживањима у области Теорије граничног слоја стишљивог флуида, дисоцираног и јонизованог гаса. Објавио је више десетина научних радова. Резултате својих истраживања саопштавао је на научним скуповима у земљи и иностранству (Брисел, Висбаден, Дубровник, Задар, ...) и објављивао их у водећим домаћим и страним часописима за механику флуида. Запажено је учешће Б. Р. Обровића и на конгресима које је организовало немачко друштво GAMM (Gesellschaft fűr Angewandte Mathematik und Mechanik), чији је био и члан.
Захваљујући постигнутим резултатима из области Теорије граничног слоја, Обровић је био ангажован на бројним републичким пројектима који су се односили на савремене проблеме механике флуида и који су реализовани преко Математичког института САНУ. У оквиру рада на поменутим истраживањима објавио је 1994. године монографију Гранични слој дисоцираног гаса-проблем замрзнутог струјања у издању Машинског факултета у Крагујевцу.
Као Проректор Универзитета у Крагујевцу, Бранко Р. Обровић се посебно ангажовао у својству председника Редакционог одбора, односно главног и одговорног уредника, на издавању двотомне публикације Библиографија радова наставника и сарадника Универзитета :1960-1990 и монографије Од Лицеја до Универзитета које ће остати као трајно вредно дело о Универзитету у Крагујевцу.
Поред научног рада, Бранко Р. Обровић је написао више уџбеника, збирки задатака као и приручника за лабораторијске вежбе: Збирка задатака из механике флуида, уџбеник Основи физике I-изабрана поглавља из механике флуида и термодинамике, Динамика флуида-изабрана поглавља, Кинематика флуида (Механика флуида-II део), Хидраулика, свеобухватни уџбеник Механика флуида из 2007. године, уџбеник Механика флуида-виши курс у издању Машинског факултета Краљево итд. 
Бранко Р. Обровић је у три мандата био председник Управног одбора Универзитетске библиотеке у Крагујевцу. Сарађивао је и са Високом школом струковних студија у Трстенику, где је и био члан Савета ове школе као представник Владе Републике Србије. Био је и спољни члан Савета Машинског факултета Краљево, именован од стране оснивача, односно од Владе Републике Србије. По одласку у пензију, Бранко Р. Обровић је остао посвећен научном раду. Заједно са др Слободаном Савићем, ванредним професором Факултета инжењерских наука у Крагујевцу, објавио је неколико научних радова у водећим домаћим и међународним научним часописима (SCI).

### Докторска дисертација
Обровић, Бранко Р. је своју докторску дисертацију на тему Струјање дисоцираног гаса - проблем "замрзнутог" граничног слоја одбранио на Универзитету у Београду 1977. године.